# بيتر مانسفيلد
السير بيتر مانسفيلد (بالإنجليزية: Peter Mansfield)‏ (ولد في 9 أكتوبر 1933 - 8 فبراير 2017)، هو طبيب بريطاني نال جائزة نوبل في الطب عام 2003 في التصوير بالرنين المغناطيسي مناصفة مع بول لاوتربر في نفس المجال, بيتر هو بروفيسور في جامعة نوتنغهام.
في عام 1952 حصل فليكس بلوخ وإدوارد بورسيل على جائزة نوبل في الفيزياء لتطويرهما الرنين المغناطيسي النووي.
في السبعينيات قام بيتر مانسفيلد وبول لوتيربر بأخذ صورة لجسم الإنسان عن طريق الرنين المغناطيسي النووي الذي عُرف بالايكو، وقام بعرض كيف أن الإشارات الرادوية لتصوير الرنين المغناطيسي ممكن أن تحلل رياضياً وتُترجم إلى صورة وتمكن من تطوير سرعة التصوير بتطوير تصوير الرنين المغناطيسي.
أتى منسفيلد من أسرة متواضعة في جنوب شرق لندن ودخل الثانوية في بيكهام, لكنه ترك الثانوية في سن الخامسة عشرة واشتغل في الطباعة لكنه أخذ دروس ليلية ودخل كلية ماري كوين في لندن في مجال الفيزياء حيث تخرج منها عام 1959 وأخذ الدكتواره عام 1962.

## روابط خارجية
- بيتر مانسفيلد على موقع الموسوعة البريطانية (الإنجليزية)
- بيتر مانسفيلد على موقع مونزينجر (الألمانية)
- بيتر مانسفيلد على موقع إن إن دي بي (الإنجليزية)